# Giuseppe Abbati
Giuseppe Abbati (Nápoles, 13 de enero de 1836–Florencia, 21 de febrero de 1868) fue un pintor italiano. Comenzó su carrera artística bajo la orientación de su padre Vincenzo Abbati. Posteriormente estudia en la academia de Venecia con Grigoletti, en ese periodo entra en contacto con Signorini y Vito D'Ancona. Vuelve a Florencia en 1860, después de haberse integrado al movimiento garibaldino (perdió un ojo en la batalla de Santa Maria Capua Vetere). En Florencia frecuenta el Caffè Michelangiolo y practica la pintura al aire libre en la casa de su amigo Diego Martelli en Castiglioncello, formando parte del grupo de los macchiaioli. Muere a consecuencia de la mordedura de su perro rabioso.

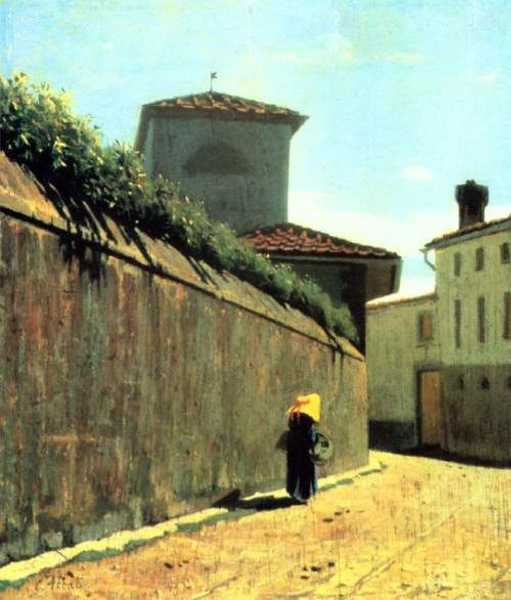
Callecita al sol.

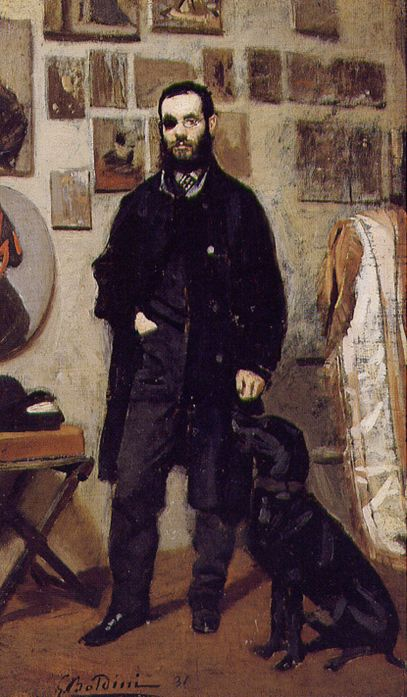
Abbati retratado en 1865 por un joven Giovanni Boldini, con su perro de caza favorito; el mismo que años después le provocará la muerte.

## Obras
- Paisaje cerca de Castiglioncello (1863), Óleo sobre madera (10,0 x 30,0 cm). Galerìa de Arte Moderna, Florencia
- Interno di un monumento, aprox. 1861, Óleo sobre madera
- Marina de Castiglioncello, Marina a Castiglioncello (1862-1863)
- Stradina al sole, 1863, Milán, Colección Jucker
- La casina dei pescatori a Castiglioncello, 1863, Florencia, Colección privada.
- El cementerio de Pisa Il camposanto di Pisa, 1864, Óleo sobre tela
- Retrato de hombre, Ritratto di uomo, 1865, Óleo sobre tela
- Mugnone alle Cure, Milán, Colección privada.
- Retrato de señora Ritratto di signora, Florencia, Gallería de Arte moderna
- Caballo al sol Cavallo al sole, 1866, óleo sobre cartón, Colección privada
- Marina, Óleo sobre tela, Florencia, Galleria de Arte moderna
- Calle de pueblo Strada di paese, Óleo sobre cartón, Florencia, Galleria de Arte moderna
- Casa en el río, Óleo sobre madera 1870